# Karin Lundgren
Karin Lundgren po mężu Heijkenskiöld (ur. 4 stycznia 1895 w Göteborgu, zm. 16 września 1977 Vallentunie) – szwedzka pływaczka z początku XX wieku, uczestniczka igrzysk olimpijskich.
Podczas V Letnich Igrzysk Olimpijskich w Sztokholmie w 1912 roku, siedemnastoletnia Lundgren wystartowała w jednej konkurencji pływackiej. Na dystansie 100 metrów stylem dowolnym z czasem 1:44,8 zajęła piąte miejsce w drugim wyścigu eliminacyjnym i odpadła z dalszej rywalizacji.
Lundgren reprezentowała barwy klubu Göteborgs Damers SK.